# Ignacio Sarabia
Pour les articles homonymes, voir Sarabia.
Sarabia  Díaz est un nom espagnol. Le premier nom de famille, en général paternel, est Sarabia ; le second, en général maternel, souvent omis, est Díaz.
Ignacio Sarabia Díaz, né le 15 juillet 1983 à Mexico, est un coureur cycliste mexicain. Coureur à la fois sur route et sur piste, il devient en 2014 champion du Mexique sur route, après avoir remporté le titre du contre-la-montre en 2009.

## Biographie

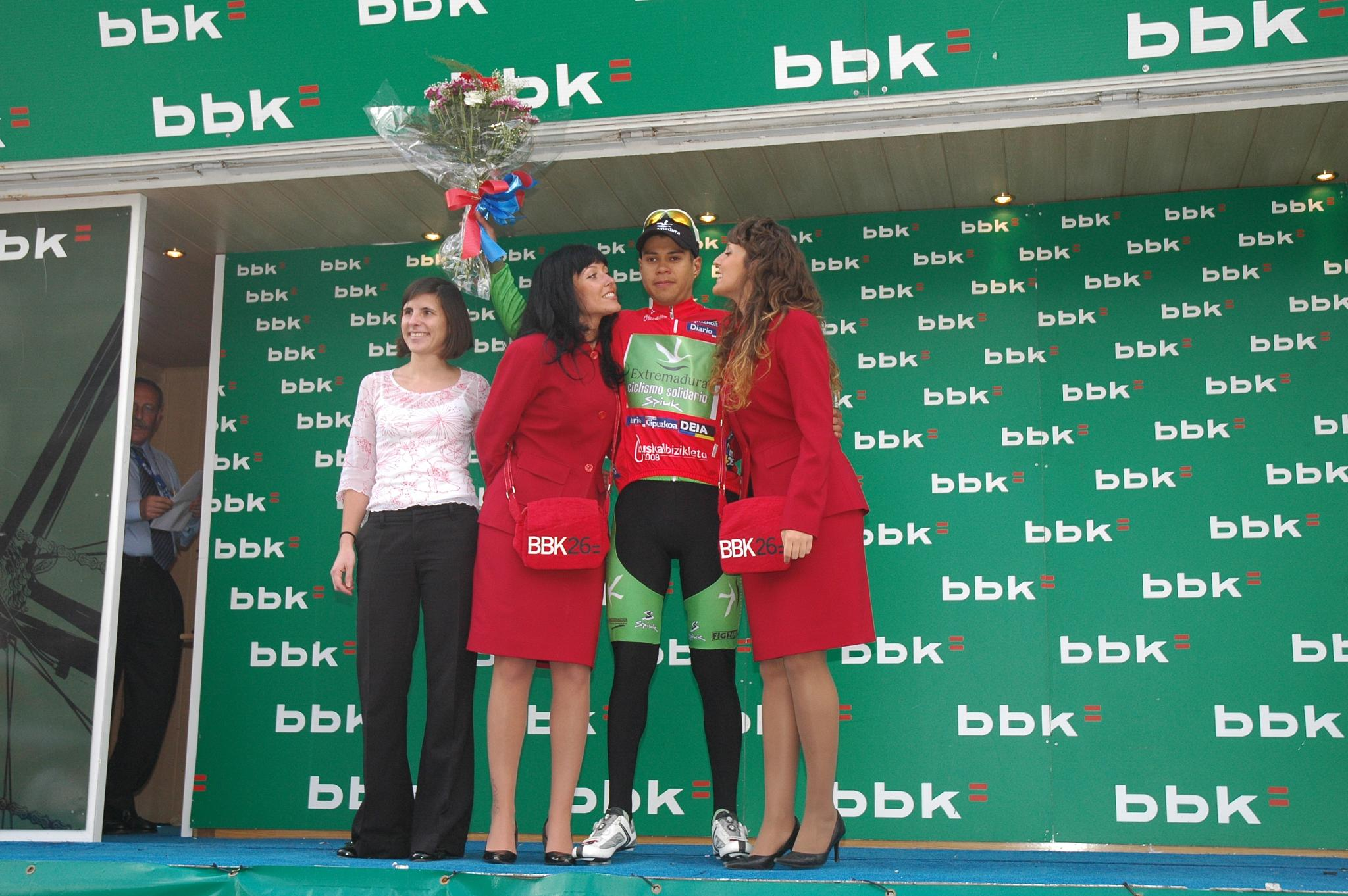
Ignacio Sarabia sur le podium protocolaire lors de la Bicyclette basque 2008.

## Palmarès sur route

### Par années
- 2004
  - Tour de Zamora
- 2005
  - Trofeo Diputación de Alicante
  - Gran Premio Primavera de Ontur
  - 1re étape du Tour de Valladolid
  - Rutas del Vino
  - 3e de la Cursa Ciclista del Llobregat
- 2006
  - 2e du Gran Premio Área Metropolitana de Vigo
- 2009
  -  Champion du Mexique du contre-la-montre
  - 2e étape de la Vuelta Mazatlán
  - Vuelta Oaxaca :
    - Classement général
    - 1re, 3e et 4e étapes

  - Prologue de la Vuelta a Puebla
- 2010
  - 3e et 6e étapes du Tour du Mexique
  - 2e du championnat du Mexique du contre-la-montre
- 2011
  - 2e étape de la Vuelta a Boyacá
- 2012
  - 5e, 6e et 8e étapes de la Ruta del Centro
- 2013
  - Vuelta del Distrito Federal :
    - Classement général
    - 3e étape

  - 1re étape de la Vuelta Mazatlán
  - Clásica Office Max
  -  Médaillé d'argent du contre-la-montre aux championnats panaméricains
  -  Médaillé d'argent de la course en ligne aux championnats panaméricains
- 2014
  -  Champion du Mexique sur route
  - Clásica Villa Jiménez
  - 3e étape du Tour du Michoacán
  - 3e du championnat du Mexique du contre-la-montre
- 2015
  - 2e étape du Tour du Mexique
  - 2e du championnat du Mexique sur route
- 2016
  - 3e étape de la Ruta del Centro
- 2018
  - Ruta del Centro :
    - Classement général
    - 1re étape

  - 8ea étape du Tour de Guadeloupe
- 2022
  - Clásica Zacapu
  - Clásica Amando Zacapu Martínez
- 2024
  - 2e étape de la Vuelta Delicias
  - Carrera Purísima del Rincón

### Classements mondiaux
| Année            | 2006 | 2007 | 2008 | 2009 | 2010 | 2011 | 2012 | 2013 | 2014 | 2015 | 2016 | 2017 | 2018 |
| ---------------- | ---- | ---- | ---- | ---- | ---- | ---- | ---- | ---- | ---- | ---- | ---- | ---- | ---- |
| UCI America Tour |      |      | 387e | 127e | 79e  |      |      | 15e  | 64e  | 84e  | 600e |      | 309e |
| UCI Europe Tour  | 340e | 800e | 525e |      |      |      |      |      |      |      |      |      |      |

## Palmarès sur piste

### Championnats du monde
- Berlin 2020
  - 11e de la course aux points[12].

### Championnats panaméricains
- Aguascalientes 2014
  - Quatrième de la course à l'américaine (avec José Ramón Aguirre)[13].
  - Cinquième de la course aux points[14].
  - Septième de la poursuite par équipes (avec Diego Yépez, José Ramón Aguirre et Luis Macías)[15].
- Aguascalientes 2018
  -  Médaillé d'argent de la course à l'américaine (avec José Alfredo Aguirre).
  -  Médaillé de bronze de la poursuite par équipes (avec José Alfredo Aguirre, Ignacio Prado et Edibaldo Maldonado).
  - Quatrième de la poursuite individuelle[16].
  - Quatrième de la course aux points[17].
- Cochabamba 2019
  -  Champion panaméricain de course à l'américaine (avec Ignacio Prado).
  -  Médaillé d'argent de la course aux points.

### Jeux d'Amérique centrale et des Caraïbes
- San Salvador 2002
  -  Médaillé de bronze de la poursuite par équipes
- Mayagüez 2010
  -  Médaillé d'argent de l'américaine
  -  Médaillé de bronze de la poursuite par équipes
- Veracruz 2014
  -  Médaillé d'argent de la poursuite par équipes
  -  Médaillé d'argent de l'omnium
  -  Médaillé d'argent de la poursuite par équipes
- Barranquilla 2018
  -  Médaillé d'or de la poursuite par équipes
  -  Médaillé d'or de la course aux points
  -  Médaillé d'or de l'américaine

### Championnats nationaux
- 2014
  -  Champion du Mexique de poursuite par équipes (avec Luis Macías, Diego Yépez et José Ramón Aguirre)
  -  Champion du Mexique de course aux points
  - 2e du championnat du Mexique de poursuite
- 2015
  -  Champion du Mexique de poursuite par équipes (avec José Ramón Aguirre, Diego Yépez et Francisco Gómez)
  -  Champion du Mexique de l'américaine (avec José Ramón Aguirre)
- 2017
  -  Champion du Mexique de poursuite par équipes (avec José Ramón Aguirre, Juan Antonio Aguirre et Carlos Cuervo)
  -  Champion du Mexique de l'américaine (avec José Ramón Aguirre)
  -  Champion du Mexique de course aux points
- 2018
  -  Champion du Mexique de poursuite par équipes (avec José Alfredo Aguirre, Emiliano Mirafuentes et José Ramón Aguirre)
  -  Champion du Mexique de l'américaine (avec José Alfredo Aguirre)
  -  Champion du Mexique de course à l'élimination
  -  Champion du Mexique de course aux points
- 2019
  -  Champion du Mexique de poursuite par équipes (avec José Alfredo Aguirre, José Ramón Aguirre et Daniel Badilla)
  -  Champion du Mexique de course aux points
  - 2e du championnat du Mexique de l'omnium
- 2021
  -  Champion du Mexique de poursuite par équipes (avec Tomás Aguirre, José Alfredo Aguirre et Ricardo Carreón)
  -  Champion du Mexique de l'américaine (avec José Alfredo Aguirre)
  - 2e du championnat du Mexique de course aux points